# Phyllocladus
Phyllocladus é um género de conífera pertencente à família Podocarpaceae.

## Taxonomia
Phyllocladus é suficientemente distinto morfologicamente dos outros gêneros de Podocarpaceae que alguns botânicos os trataram separadamente em sua própria família, Phyllocladaceae. No entanto, enquanto pelo menos uma análise filogenética molecular encontrou Phyllocladus como irmão de Podocarpus sensu stricto e outra foi equívoca quanto à sua posição relativa às Podocarpaceae s.s., duas análises filogenéticas moleculares mais recentes colocaram Phyllocladus dentro de Podocarpaceae como um táxon irmão de Lepidothamnus. A análise morfológica apoia essa posição, e portanto foi sugerido que os distintivos filoclados no gênero são uma sinapomorfia.
As cinco espécies são geneticamente distintas e provavelmente surgiram entre 5 e 7 milhões de anos atrás.

## Espécies
- Phyllocladus alpinus (P. trichomanoides var. alpinus) - (Nova Zelândia)
- Phyllocladus aspleniifolius (Tasmânia)
- Phyllocladus hypophyllus (Nova Guiné a Bornéo e filipinas)
- Phyllocladus toatoa (Nova Zelândia)
- Phyllocladus trichomanoides (Nova Zelândia)